# Монастырь Ктуц
Монастырь Ктуц (арм. Կտուց — клюв) — заброшенный армянский монастырь 15-го века на маленьком острове Ктуц в озере Ван, Васпуракан (современная Турция). По преданию, монастырь был основан в четвёртом веке Григорием Просветителем, после его возвращения из Рима. В нём хранилась рука Иоанна Крестителя, сейчас находится в армянской Патриархии Иерусалима.
Первые исторические сведения об обители относятся к XV веку, когда он был известен своим скрипторием. Рукописи этого времени хранятся в Матенадаране в Ереване.
Монастырь был скорее всего уничтожен в результате землетрясения в 1648 года и был восстановлен в XVIII веке при финансировании со стороны жителей Багеш.
Во время Гамидских погромов в 1894—1896, многие беженцы находили убежище в монастыре. Во время Геноцида армян в 1915—1916, доступ на остров был запрещен Османской полицией. С тех пор монастырь был заброшен и только здание церкви и гавита сохранились.

## Галерея
- Ктуц на озере Ван
- Армянский крест-камень в монастыре

## Внешние ссылки
- Ктуц' Анапат (фотографии и информация на Ренсселер цифровые коллекции)
- Недавнее фото из остров-монастырь
- Армянский монастырь на Ктуц (Charpanak) Остров, озеро Ван: фото1, фото2, фото3, photo4, photo5, фото6, photo7,photo8, photo9, photo10, photo11